# Восточноорфейская славка
Восточная певчая славка (лат. Curruca crassirostris) — вид птиц семейства славковые. Вид встречается летом в районе Средиземноморья, на Балканах, в Турции, на Кавказе и прилегающих регионах вплоть до Средней Азии. Перелётный вид, зимующий в Африке к югу от Сахары.
При длине 15-16 см — несколько больше, чем у черноголовой славки, — это один из самых крупных представителей рода. У взрослых самцов спина простого серого цвета. Клюв длинный и заострённый, ноги чёрные. У самца тёмно-серая голова, чёрная полоска-«маска» на глазах и белое горло. Радужная оболочка глаза белая. У самок и молодых особей голова бледнее, подхвостье рыжеватое; серая спина имеет коричневатый оттенок. У молодых птиц радужная оболочка тёмная. Пение более разнообразно, чем у певчей славки, а по богатству приближается к соловьиному.
Эти небольшие воробьинообразные птицы встречаются в открытых лиственных лесах. Кладка из 4-6 яиц откладываются в гнездо на кустарниках или на деревьях. Как и большинство славок, восточная певчая славка — насекомоядная.